# Norops bicaorum
Norops bicaorum är en ödleart som beskrevs av  Köhler 1996. Norops bicaorum ingår i släktet Norops och familjen Polychrotidae. Inga underarter finns listade i Catalogue of Life.